# (2998) Berendeya
(2998) Berendeya es un asteroide perteneciente al cinturón de asteroides, descubierto el 3 de octubre de 1975 por la astrónoma soviética Liudmila Chernyj desde el Observatorio Astrofísico de Crimea (República de Crimea, Rusia).

## Designación y nombre
Designado provisionalmente como 1975 TR. Fue nombrado en homenaje al personaje imaginario de la obra "La doncella de las nieves", ópera del compositor ruso Nikolái Rimski-Kórsakov, basado en un cuento del dramaturgo ruso Nikolái Rimski-Kórsakov.